# Luke Skywalker
Luke Skywalker je izmišljena oseba in glavni protagonist iz prvih treh delov filmske serije Vojna zvezd - Vojna zvezd Epizoda IV: Novo upanje, Vojna zvezd Epizoda V: Imperij vrača udarec in Vojna zvezd Epizoda VI: Vrnitev Jedija, v katerih ga je upodobil Mark Hamill. Skozi trilogijo se Luke izuči kot Jedi in postane pomemben pripadnik odporniškega gibanja, ki se bori proti zlobnemu galaktičnemu imperiju.
Je sin kraljice planeta Naboo in senatorke Padmé Amidala ter Anakina Skywalkerja, padlega Jedija, ki je v prvi trilogiji znan kot sithovski vladar Darth Vader.